# 물야초등학교
물야초등학교는 대한민국 경상북도 봉화군 물야면 오록리에 있는 공립 초등학교이다.

## 학교 연혁
- 1922년 6월 1일 물야공립보통학교 개교
- 1938년 4월 1일 물야공립심상소학교 개편
- 1941년 4월 1일 물야공립국민학교 개편
- 1948년 4월 1일 수식분교 개교
- 1949년 9월 1일 북지분교장 설립 인가
- 1952년 3월 20일 북지분교장 승격 분리
- 1952년 7월 4일 수식분교장 승격 분리
- 1963년 5월 13일 개단분교장 개교
- 1966년 3월 1일 개단분교장 승격 분리
- 1967년 3월 1일 오전분교장 개교
- 1969년 9월 1일 두문분교장 개교
- 1972년 3월 1일 두문문교장 독립교로 승격
- 1986년 3월 1일 병설유치원 설립
- 1992년 3월 1일 두문국민학교 본교 분교장으로 편입
- 1994년 9월 1일 오전국민학교 본교 분교장으로 편입
- 1995년 3월 1일 수식국민학교 본교 분교장으로 편입
- 1996년 3월 1일 물야초등학교로 교명 변경
- 1997년 2월 28일 오전분교장, 두문분교장 폐교
- 1999년 3월 1일 북지초등학교, 개단초등학교 분교 분교장으로 편입
- 2012년 3월 1일 개단분교장 본교로 통폐합
- 2016년 3월 1일 수식분교장 본교로 통폐합
- 2017년 2월 10일 제91회 졸업식(졸업생 수 4991명)
- 2017년 3월 1일 북지분교장 본교로 통폐합

## 참고 자료
- 물야초등학교 - 한국교육학술정보원 학교알리미